# 江原親次
江原 親次（えばら ちかつぐ）は、戦国時代から安土桃山時代にかけての武将。宇喜多氏の家臣。一万石を領した。甥に江原親家。美作国常山城主。

## 略歴
美作久米北条郡倭文（しとり）庄（現在の岡山県津山市）を根拠地とする。宇喜多氏の家臣として主に活動し、宇喜多直家の娘婿であったことから、一門衆として浮田姓も名乗った。中山手里村の常山城を居城とし油木北村の高山城、さらには隣接する大庭郡に進出し、篠向城（篠葺城）・大寺畑城などを支配した。
天正6年（1578年）、播磨国上月城の城将・上月景貞に与騎として付けられていたが、城を攻める羽柴秀吉に内応して寝返る。天正8年（1580年）、寺畑城の戦いに参加するも、毛利方の吉川元春に敗戦。本能寺の変後は篠向城を守る。
文禄・慶長の役に従軍したが、病を得て、慶長3年（1598年）5月17日に釜山で死去。弟（親勝か）も共に死去した。家臣の地衛門尉がその遺骸を持ち帰って寺に葬り、時の住職・徳蔵坊にその姓を授け寺名を金龍山江原寺と改称して以来、菩提寺となっている。
大坂の陣に参加した豊臣方の武将の中に江原高次なる人物が存在し、詳細な間柄は不明だが一族と推定されている。